# Ledyard
Ledyard város az USA Connecticut államában, New London megyében. Lakosainak száma 15 413 fő (2020. április 1.).

## Népesség
A település népességének változása:

| 2010 | 15 051 |
| 2020 | 15 413 |